# Kanton Sarcelles
Kanton Sarcelles is een Frans kanton in het arrondissement Sarcelles in het departement Val-d'Oise. Het bureau centralisateur bevindt zich in Sarcelles.

## Samenstellende kantons
Het kanton werd opgericht in 1967. In 1976 werd het opgesplitst in de kantons: Sarcelles-Est en Sarcelles-Saint-Brice
Het werd opnieuw gevormd bij decreet van 17 februari 2014 en trad in maart 2015 in werking.

## Gemeenten
Het kanton bevat uitsluitend de gemeente Sarcelles.